# Komunitní rada Manhattanu 11

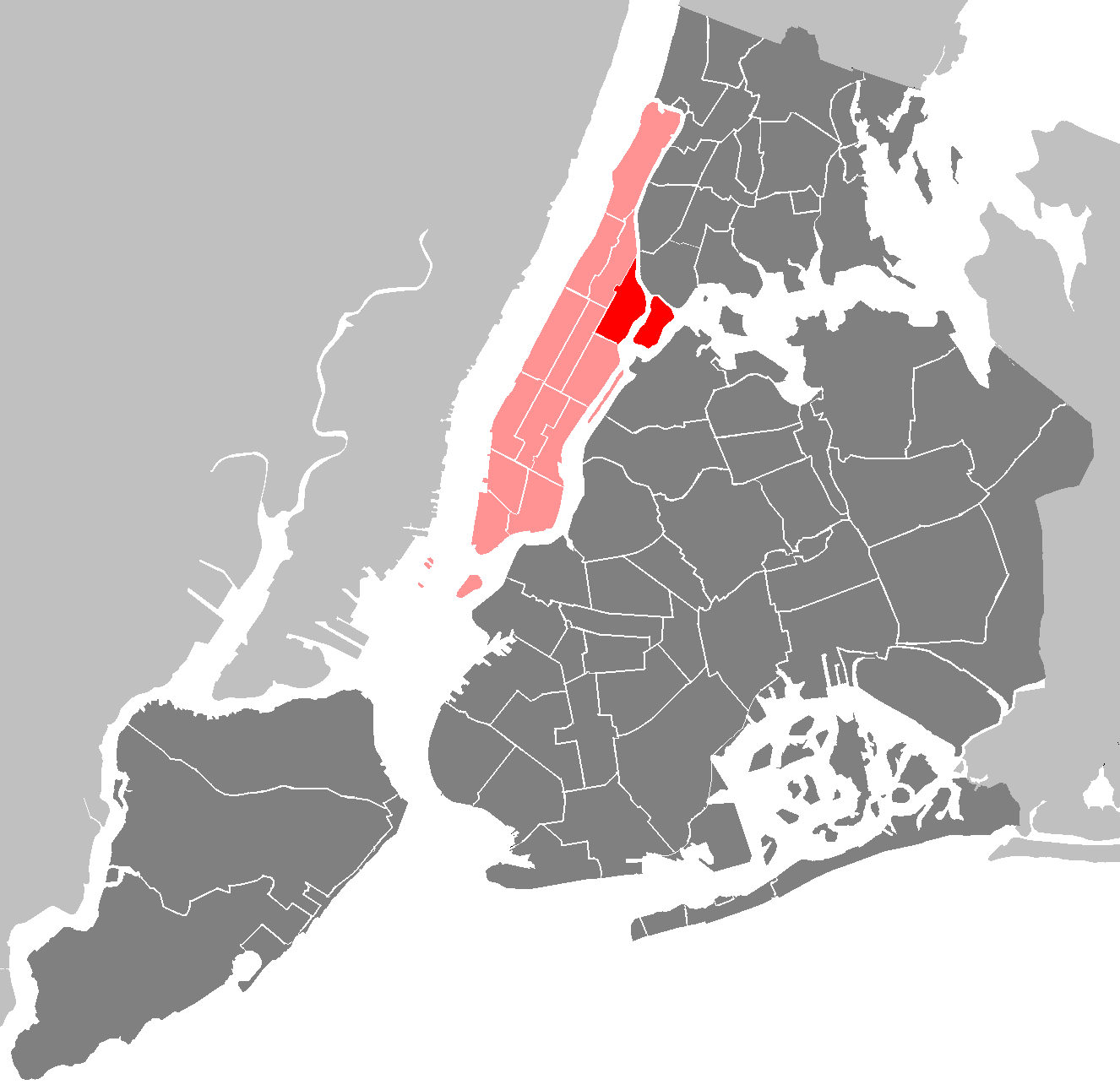
Poloha na Manhattanu

Komunitní rada Manhattanu 11 (Manhattan Community Board 11) je jednou z komunitních rad na newyorském Manhattanu. Zahrnuje části East Harlem, Spanish Harlem, Ward 's Island a Randall' s Island. Ohraničuje ji na východě East River, na jihu 96. ulice, na západě Pátá Avenue a Mount Morris Park a na severu Harlem River. Obsahuje i části Ward Island Park a Randall Island Park. Předsedou je Robert Rodriguez a správcem George Sarkissian.